# Johann Chiossich
Johann Chiossich (* angeblich 26. Dezember 1703 in Wien; † 21. Mai 1820 in Murano) war ein österreichischer Soldat, der wohl die meisten Dienstjahre erreichte.

## Leben
Johann Chiossich war Angehöriger einer aus Dalmatien herstammenden Familie. Sein Vater war Bartholomäus Chiossich. Dieser und auch sein Onkel, also Vatersbruder, wurden bereits 105 bzw. 107 Jahre alt.
Den zeitgenössischen Quellen nach trat er siebenjährig („in seinem achten Jahre“) als Pfeifer in das Infanterieregiment Starhemberg ein, wo er mit erreichter Volljährigkeit 1725 zum Gemeinen avancierte.
Im Jahr 1756 verließ er das Regiment und wechselte in venezianische Dienste. Hier stand er in den Regimentern Magnobissi und Papadopolo, meist jedoch als Seesoldat bei der Flotte.
Chiossich nahm an allerlei Kriegen aktiv teil. Für die Kaiserlichen fand er in den Türkenkriegen ebenso Verwendung wie in den Schlesischen Kriegen. Von Triest aus wurde er mit einem Kontingent nach Amerika verschifft, nahm aber auch in Europa am Siebenjährigen Krieg teil. Bei den Venezianern nahm er u. a. an der Expedition Angelo Emos gegen Tunis teil.
Am 1. Mai 1797 dimittierte er nach insgesamt 87 aktiven Dienstjahren. Chiossich wurde im Invaliden-Haus in Murano aufgenommen, wo er seinen weitere 23 Jahre umfassenden Lebensabend verbrachte. Da auch das Invaliden-Haus der österreichischen Armee zugehörte, brachte es Chiossich auf 110 Jahre anerkannten Soldatenlebens. Er galt als der älteste Invalide und einzigartiges Beispiel in der Kriegsgeschichte. Dabei konnte Johann Chiossich sich zeitlebens seine kräftige Konstitution bewahren.